# Монен
Моне́н (фр. Monein) — коммуна во Франции, находится в регионе Аквитания. Департамент — Атлантические Пиренеи. Административный центр кантона Кёр-де-Беарн. Округ коммуны — Олорон-Сент-Мари.
Код INSEE коммуны — 64393.

## География

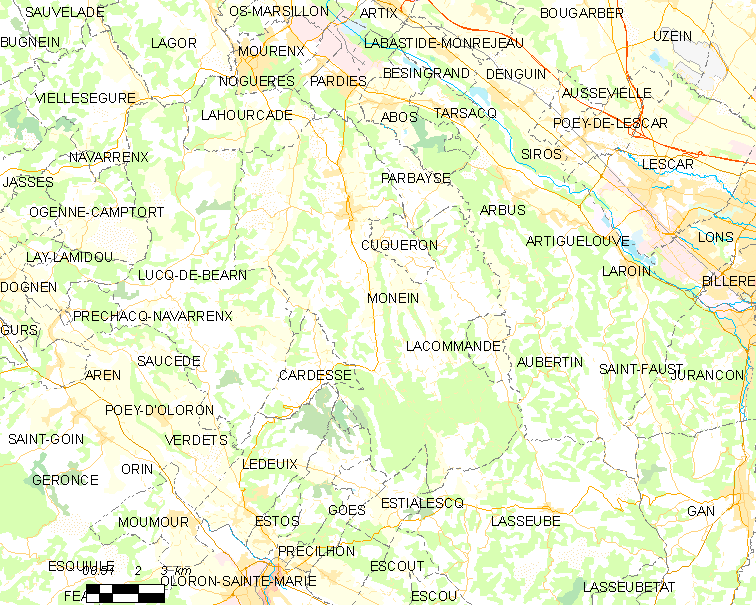
Карта коммуны

Коммуна расположена приблизительно в 660 км к югу от Парижа, в 170 км южнее Бордо, в 18 км к западу от По.
По территории коммуны протекают реки Безер и Люзуэ.

### Климат
Климат тёплый океанический. Зима мягкая, средняя температура января — от +5°С до +13°С, температуры ниже −10 °C бывают редко. Снег выпадает около 15 дней в году с ноября по апрель. Максимальная температура летом порядка 20-30 °C, выше 35 °C бывает очень редко. Количество осадков высокое, порядка 1100 мм в год. Характерна безветренная погода, сильные ветры очень редки.

## Население
Население коммуны на 2010 год составляло 4501 человек.
| 1962 | 1968 | 1975 | 1982 | 1990 | 1999 | 2010 |
| ---- | ---- | ---- | ---- | ---- | ---- | ---- |
| 3563 | 3967 | 3865 | 3879 | 4032 | 4188 | 4501 |

## Администрация
| Период | Период | Фамилия        | Партия                  | Примечания                   |
| ------ | ------ | -------------- | ----------------------- | ---------------------------- |
| 1977   | 1983   | Леопольд Жоли  | Разные левые            | генеральный советник кантона |
| 1983   | 2001   | Морис Баюрле   | Социалистическая партия | генеральный советник кантона |
| 2001   | 2020   | Ив Саланав-Пеэ | Разные левые            | генеральный советник кантона |

## Экономика
В 2010 году среди 2728 человек трудоспособного возраста (15-64 лет) 2058 были экономически активными, 670 — неактивными (показатель активности — 75,4 %, в 1999 году было 68,9 %). Из 2058 активных жителей работали 1903 человека (1004 мужчины и 899 женщин), безработных было 155 (77 мужчин и 78 женщин). Среди 670 неактивных 217 человек были учениками или студентами, 291 — пенсионерами, 162 были неактивными по другим причинам.

## Достопримечательности
- Церковь Сен-Жирон (XV век). Исторический памятник с 1913 года[4]

## Фотогалерея

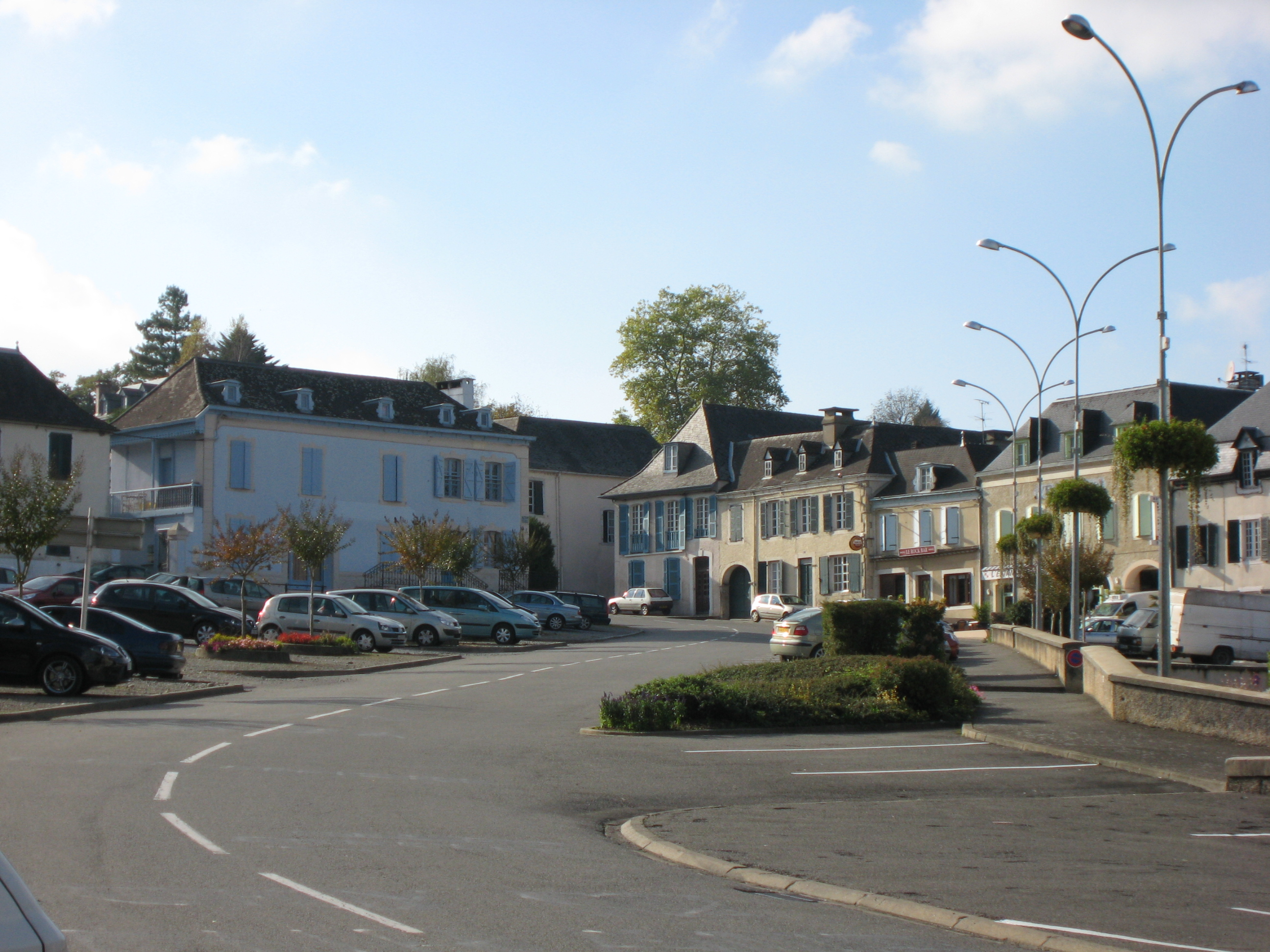
Монен
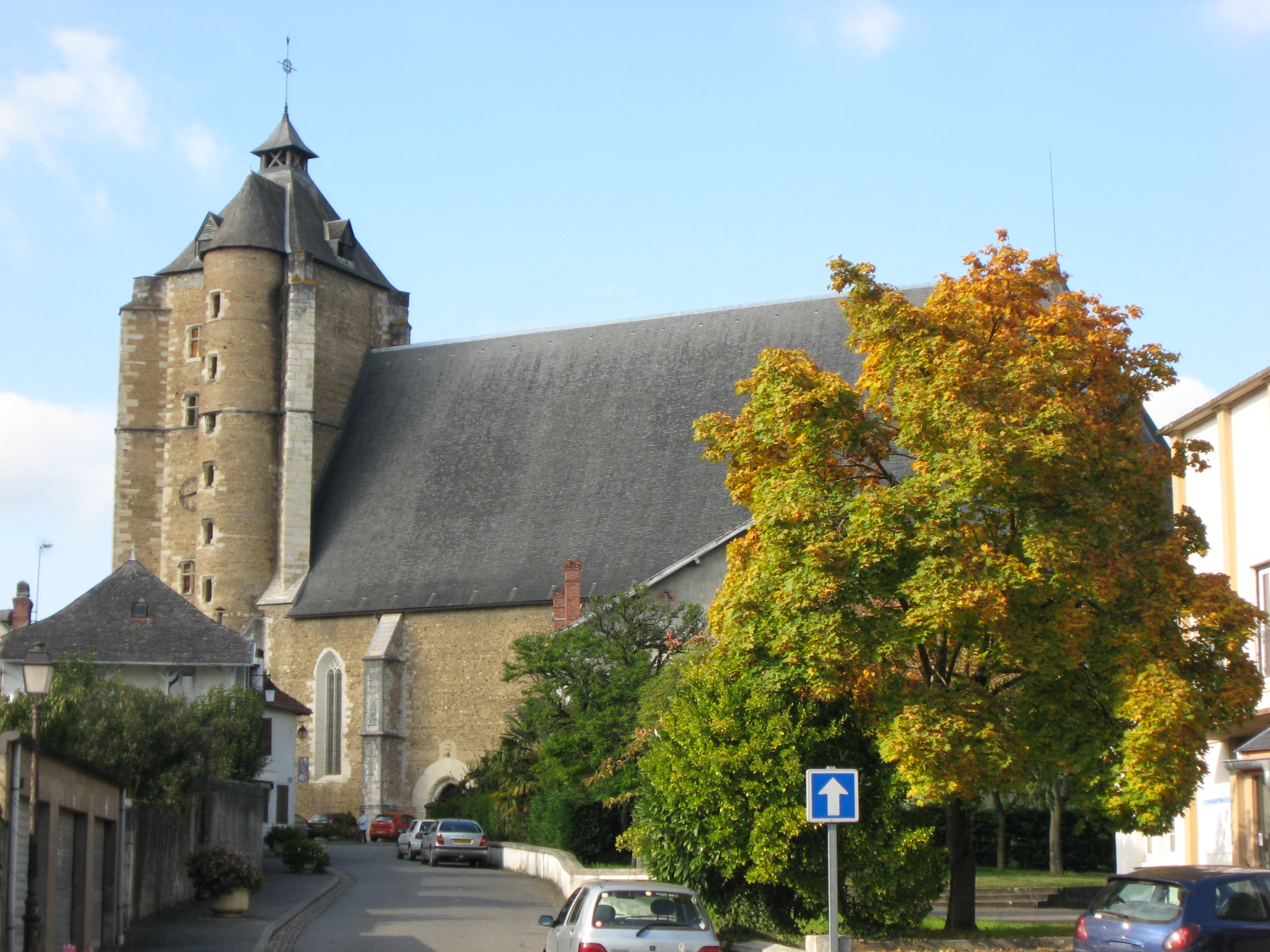
Церковь Сен-Жирон
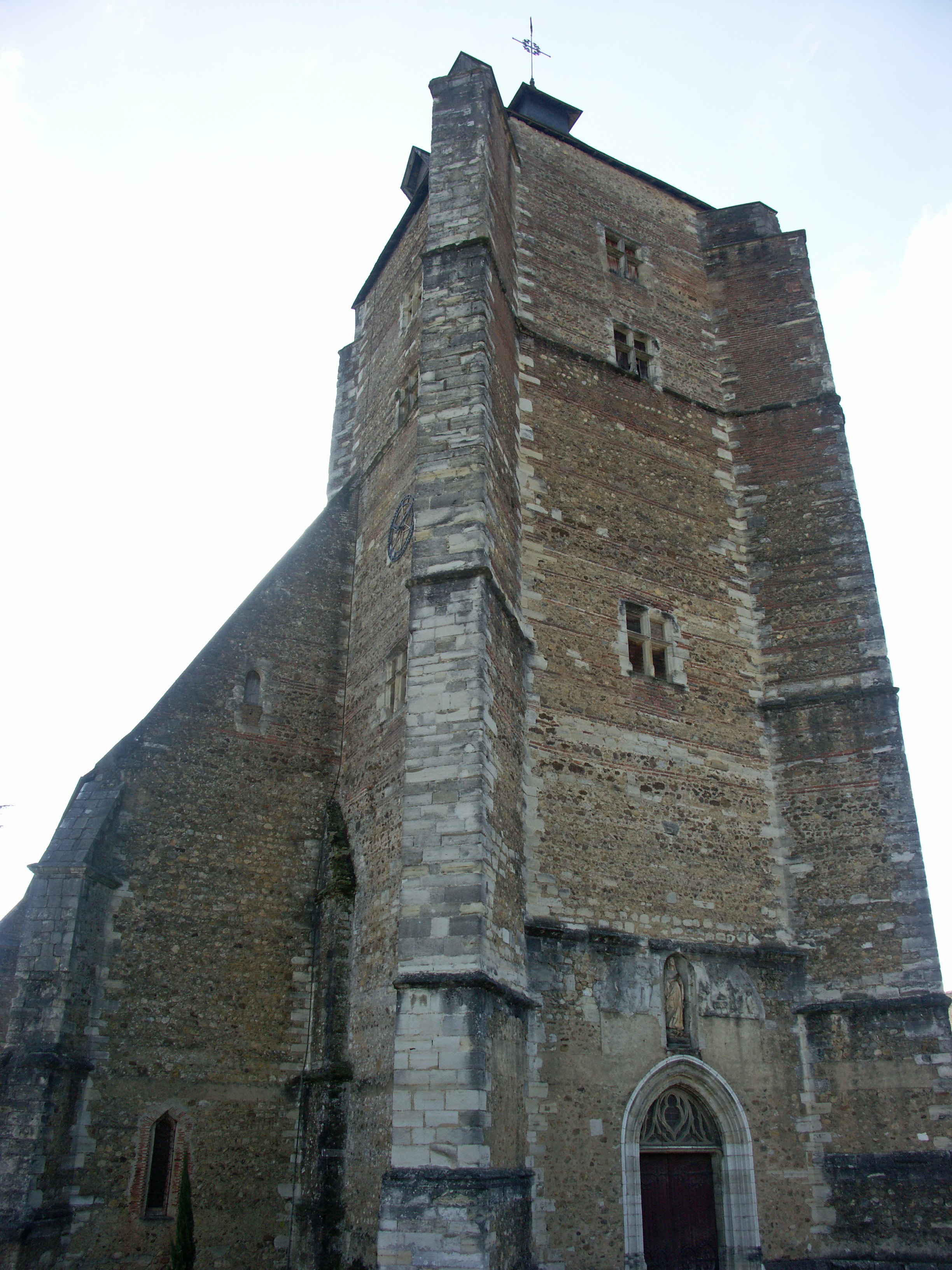
Церковь Сен-Жирон
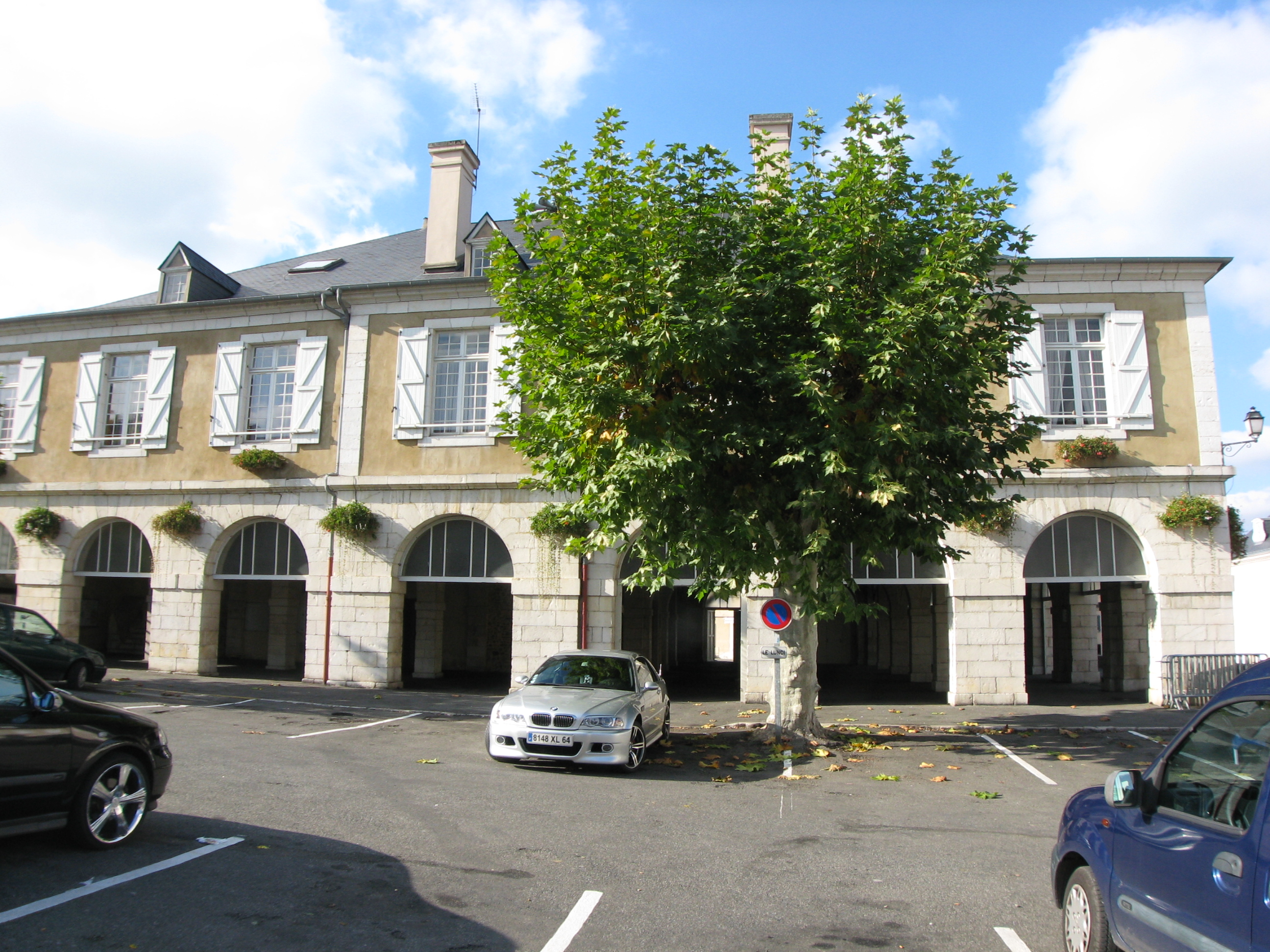
Крытый рынок
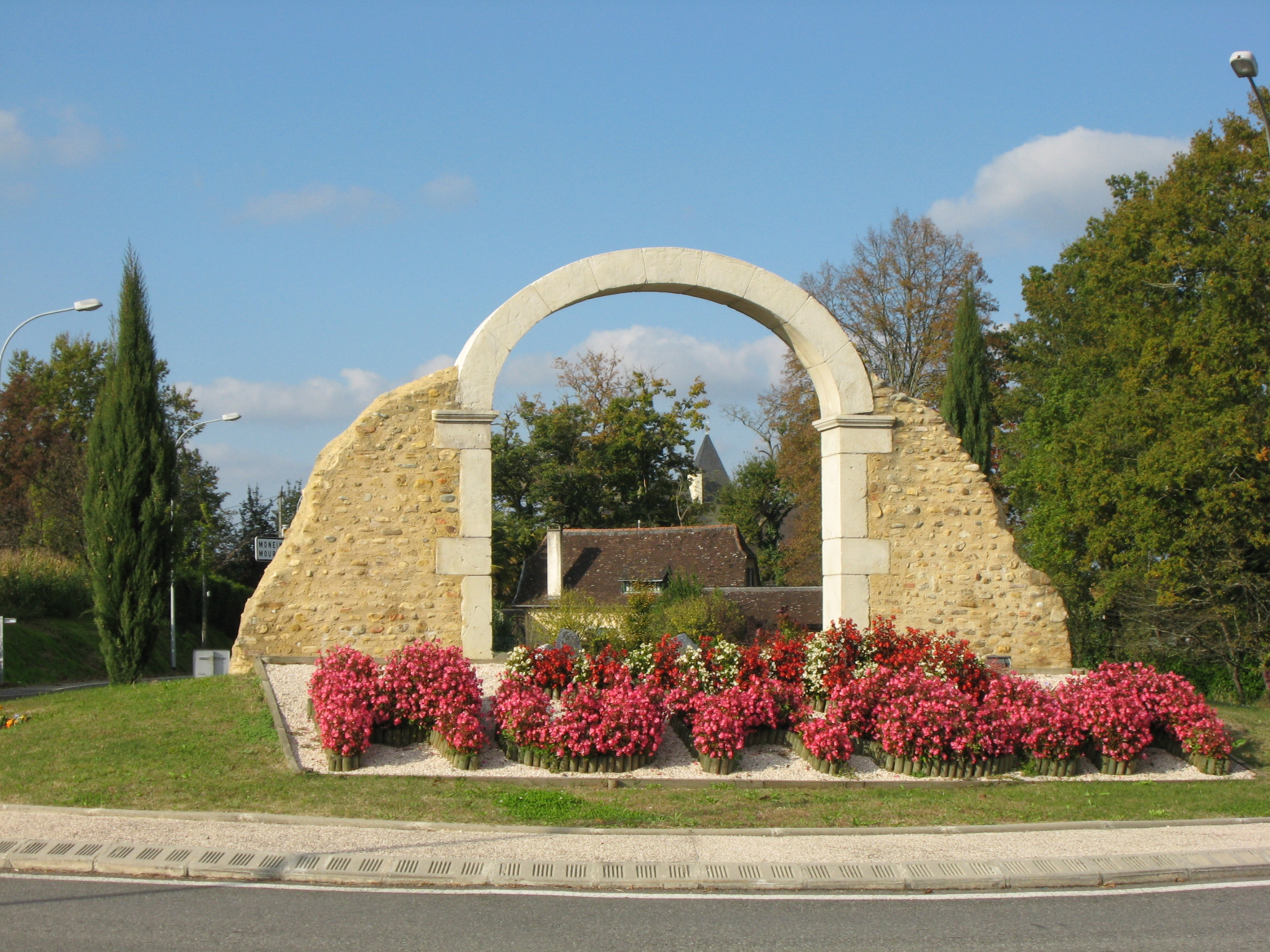